# Nastri d'argento 1953
Els Nastri d'argento 1953 foren la setena edició de l'entrega dels premis Nastro d'Argento (Cinta de plata).

## Guanyadors
- Processo alla città de Luigi Zampa, per tots els elements que han contribuït a l'evocació fiable d'una època i d'una societat
- Claudio Gora per haver establert a Febbre di vivere una valenta investigació sobre el medi ambient i els costums
- Ingrid Bergman - Europa '51
- Gino Cervi pel conjunt de la seva interpretació
- Renato Rascel per l'estreba col·laboració donada al director Alberto Lattuada en la composició del personatge principal Il cappotto
- Gabriele Ferzetti - La provinciana
- Enzo Serafin pel conjunt de la seva activitat
- Maria De Matteis pel vestuari de La carrozza d'oro
- Valentino Bucchi per la música de Febbre di vivere
- Charlie Chaplin Limelight Millor pel·lícula estrangera